# AMDA社会開発機構
AMDA社会開発機構（アムダしゃかいかいはつきこう、略称：AMDA-MINDS、アムダマインズ）は、岡山市北区に本部を置く国際協力NGO。AMDAグループを構成する。主に開発途上国における地域の発展と、人々の生活向上に寄与するため、中長期にわたる社会開発事業を実施している。同分野における専門性を高め、事業内容を拡充するため、母体である認定特定非営利活動法人アムダ（AMDA）の海外事業本部が2007年4月に別法人化する形で設立。岡山市認証の認定特定非営利活動法人。

## 活動目的
この法人は、主に開発途上国において、生計、健康、生活環境の向上を通じて貧困からの脱出を願う人々と共に、社会開発を中心とした国際協力の活動を実施し、また国境を越えた市民社会のつながりを基盤とした社会教育の推進を図る活動等を通じ、貧困の軽減、社会の発展、平和の構築に寄与することを目的とする。－定款第2章第3条（目的）より

## 活動内容
- アジア・アフリカ・中南米における人道支援及び社会開発事業
- 緊急救援活動を側面支援する事業
- 被災後の地域復興、コミュニティ再建に関する事業
- 会議、講演会、講座、研修、調査、研究、立案、評価、啓発、国際理解教育に関する事業
- 広報及び書籍等の出版に関する事業
- 事業地見学・視察・スタディーツアーの企画運営に関する事業
- 物品及び情報等の仕入れ調達及び販売に関する事業

－定款第2章第5条（事業の種類）より

## 沿革
- 2007年：設立。前身の特定非営利活動法人アムダ（AMDA）の海外事業本部が実施していた9か国（ミャンマー、ネパール、ベトナム、インドネシア、ジブチ、ザンビア、ケニア、ペルー、ホンジュラス）における社会開発活動を引き継ぐ。
- 2008年：ミャンマー／サイクロン・ナルギス緊急支援活動。ホンジュラス／洪水被害に対する緊急支援活動。
- 2011年：特定非営利活動法人アムダ（AMDA）が実施する東日本大震災緊急支援活動への人材派遣と側面支援。ミャンマー／洪水被災者への緊急支援活動
- 2013年：シエラレオネでの活動を開始。認定NPO法人格を取得。
- 2015年：ネパール／ネパール地震に対する緊急救援の側面支援。
- 2016年：おかやま子育て応援宣言企業登録（第27061号）
- 2018年：グアテマラでの活動を開始。特定非営利活動法人アムダ（AMDA）が実施する平成30年7月豪雨災害被災者緊急支援活動への人材派遣と側面支援。
- 2020年：マダガスカルでの活動を開始。令和2年度外務大臣表彰を受章（日本とホンジュラスとの相互理解の促進）

## 関連機関
- AMDAグループ

　認定特定非営利活動法人アムダ（AMDA）、AMDA International、特定非営利活動法人AMDA国際医療情報センター、AMDA国際福祉事業団、AMDA兵庫
- 日本国外務省
- 国際協力機構
- 国際協力NGOセンター（団体協力会員）
- SDGsネットワークおかやま（世話人）
- 岡山発国際貢献推進協議会（メンバー）
- おかやまESD推進協議会（メンバー）